# 屋島山上駅
屋島山上駅（やしまさんじょうえき）は、かつて香川県高松市屋島東町に存在した屋島登山鉄道（屋島ケーブル）の駅（廃駅）である。

## 歴史
- 1929年（昭和4年）4月21日 - 屋島神社前（後の屋島登山口） - 当駅間が開業により屋島南嶺駅として開設。
- 1944年（昭和19年）2月11日 - 屋島神社前 - 当駅間が休止。資材を供出。
- 1950年（昭和25年）4月16日 - 屋島登山口 - 当駅間が営業再開。屋島山上駅に改称。
- 2004年（平成16年）10月16日 - 屋島登山口 - 当駅間が営業休止。
- 2005年（平成17年）8月31日 - 屋島登山口 - 当駅間が廃止により廃駅となる。
- 2009年（平成21年）2月6日 - 経済産業省より「近代化産業遺産」に認定される[1]。

## 廃止時の駅周辺
当駅から屋島寺まで遊歩道が続いており、駅前では貸し自転車（500円）が貸し出されていた。
- 屋島水族館

## 接続する他の交通機関

### バス
- 路線バス

## 廃止後の状況

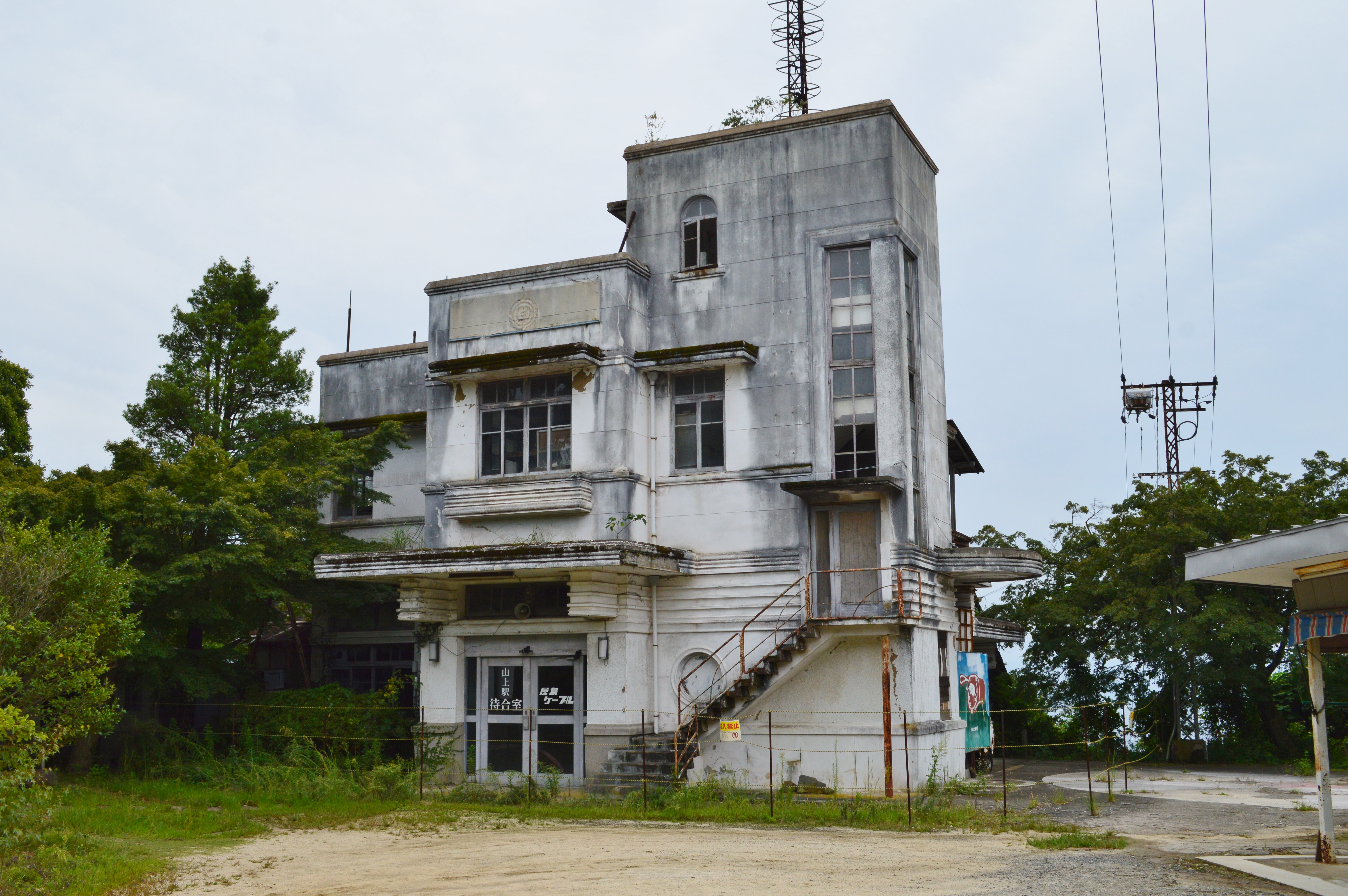
駅舎跡（2017年9月）

廃止後も2号車「辨慶号」が8年以上にわたって留置されていたが、災害時等に滑落する懸念から、2013年1月に四国森林管理局香川森林管理事務所の手によって山麓の屋島登山口駅まで引き下ろされた。
2013年の第2回瀬戸内国際芸術祭においては当駅舎が作品展示の場所の一つとなった。

## 隣の駅
屋島登山鉄道
屋島ケーブル　　　　　　　　　　　　　　　　
屋島登山口駅 - 屋島山上駅